# Trégrom
Trégrom é uma comuna francesa na região administrativa da Bretanha, no departamento Côtes-d'Armor. Estende-se por uma área de 16,66 km². Em 2010 a comuna tinha 429 habitantes (densidade: 25,8 hab./km²).